# Dorval
Dorval is een stad (ville) in de province Québec in Canada. Het is een voorstad van Montréal. Deze voorstad bevindt zich ten westen van de stad op het eiland Île de Montréal, een riviereiland gelegen in de bedding van de Saint Lawrence.
Dorval is een van de oudste plaatsen van Canada en is in 1667 als stad gesticht. Dorval heeft 18.088 inwoners (2011). In Dorval ligt het vliegveld van Montréal. Tussen 2002 en 2006 maakte Dorval deel uit van de stad Montréal, maar per 2006 werd de zelfstandigheid hersteld. De meest gesproken taal is Engels.

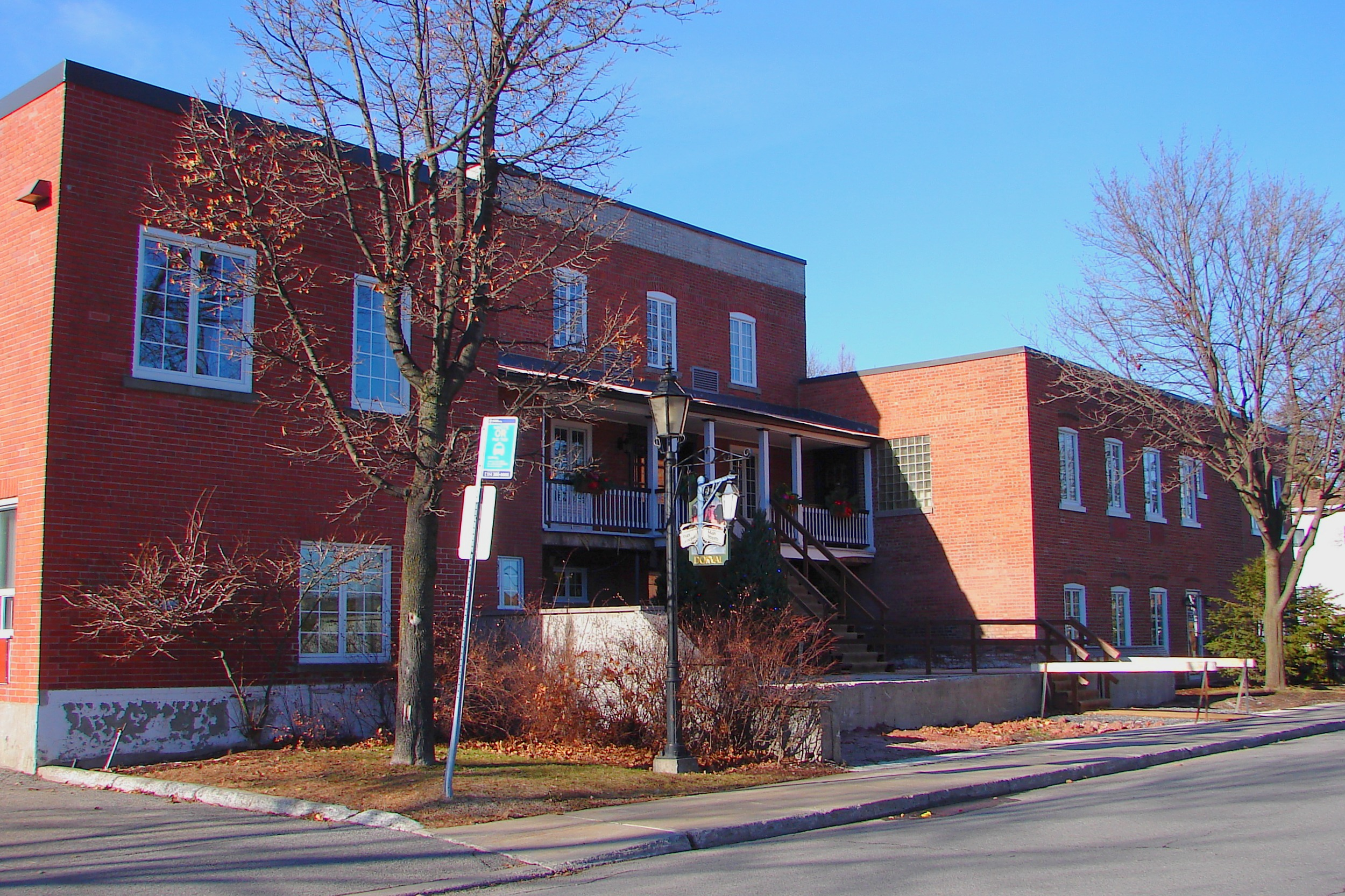
Stadhuis van Dorval
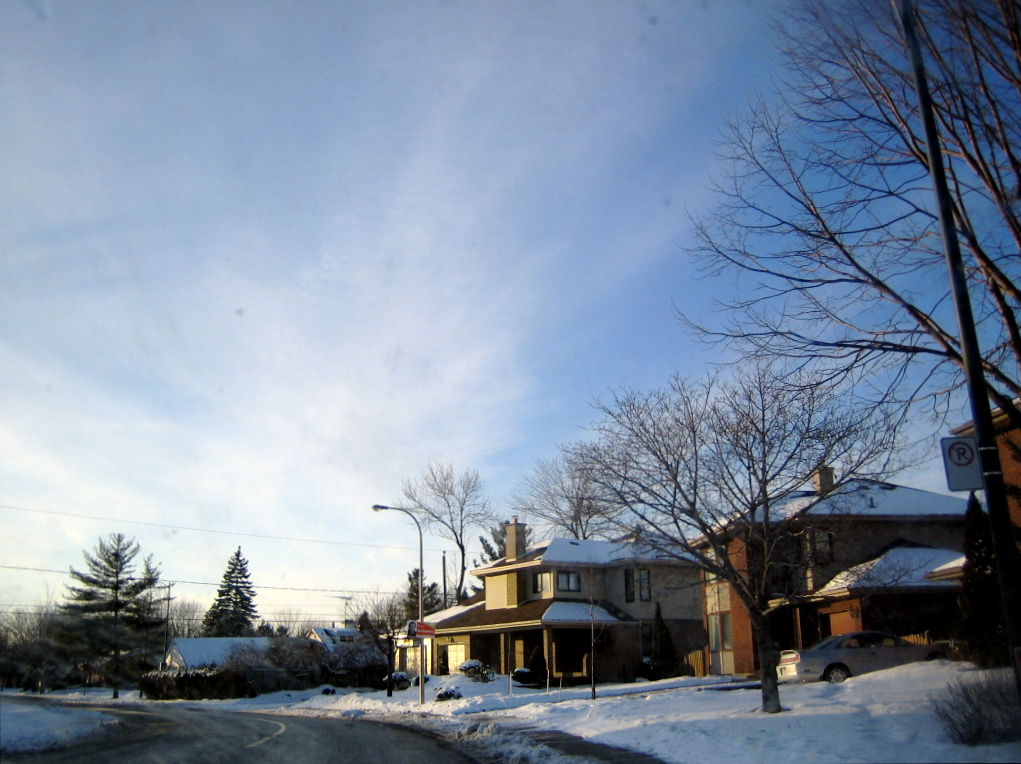
Winterse straat in Dorval
Ligging van Dorval
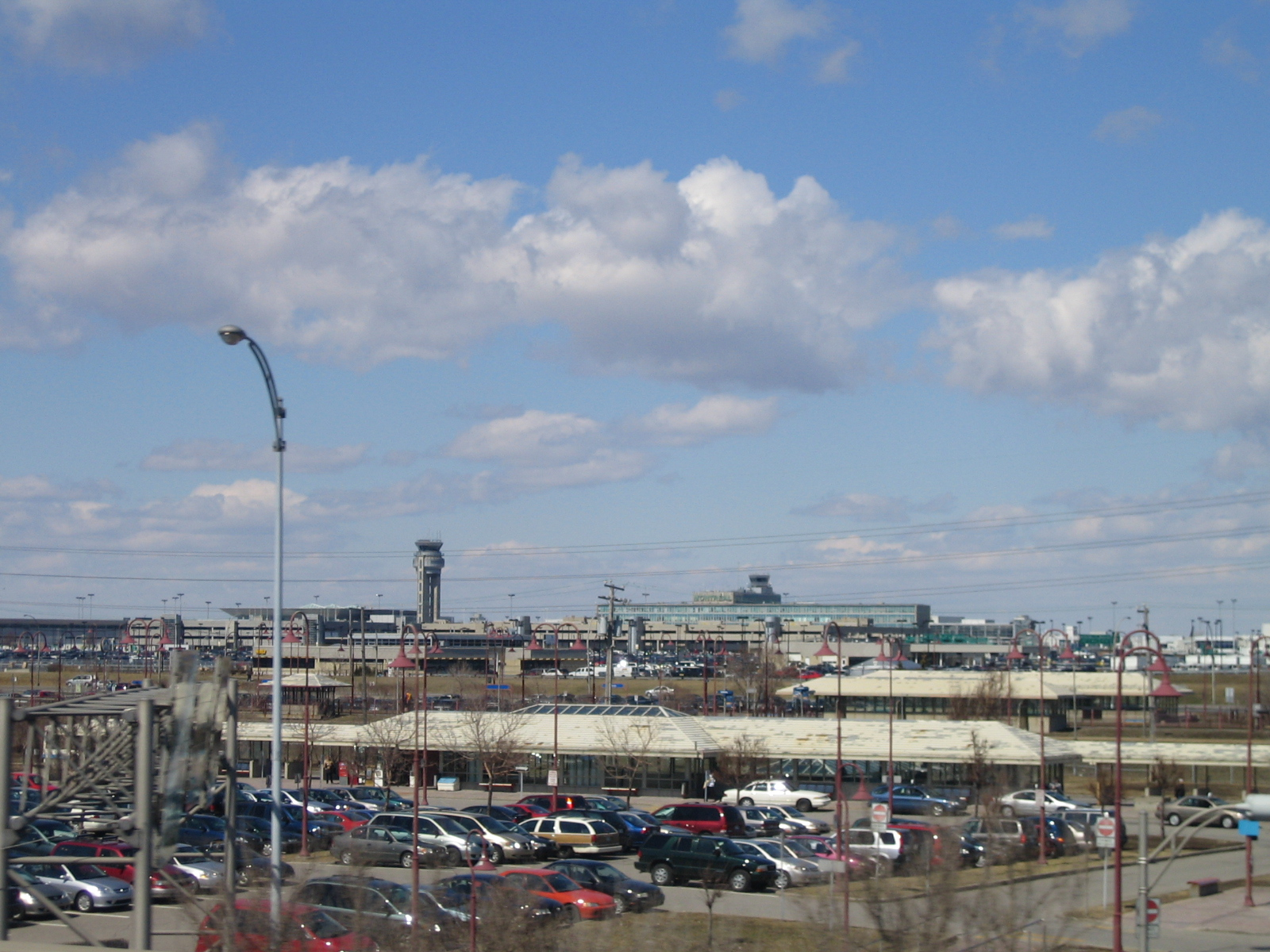
Vliegveld van Montréal in Dorval
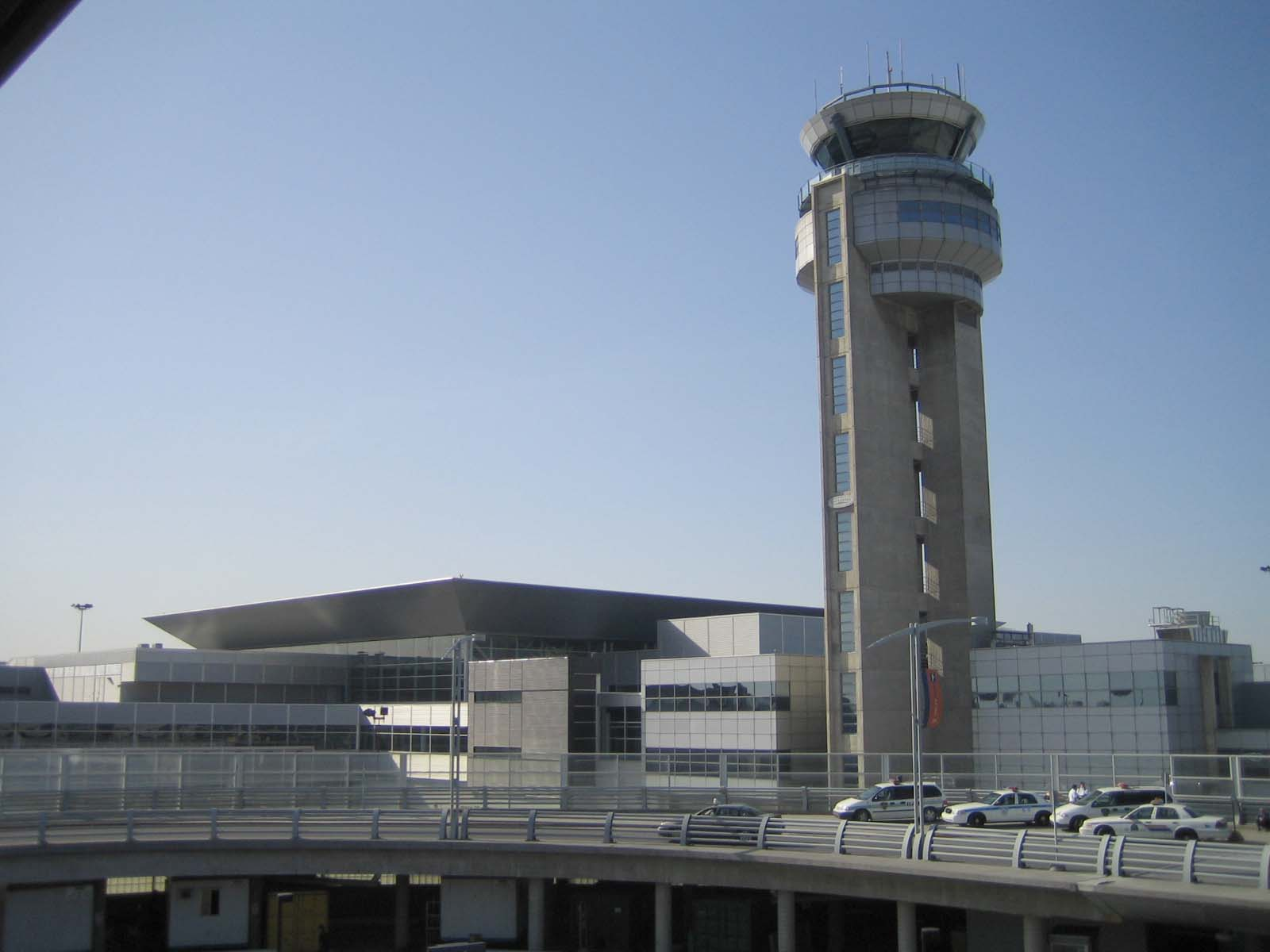